# Birch Tree (Misuri)
Birch Tree es una ciudad ubicada en el condado de Shannon en el estado estadounidense de Misuri. En el Censo de 2010 tenía una población de 679 habitantes y una densidad poblacional de 189,84 personas por km².

## Geografía
Birch Tree se encuentra ubicada en las coordenadas 36°59′48″N 91°29′30″O / 36.99667, -91.49167. Según la Oficina del Censo de los Estados Unidos, Birch Tree tiene una superficie total de 3.58 km², de la cual 3.58 km² corresponden a tierra firme y (0%) 0 km² es agua.

## Demografía
Según el censo de 2010, había 679 personas residiendo en Birch Tree. La densidad de población era de 189,84 hab./km². De los 679 habitantes, Birch Tree estaba compuesto por el 92.78% blancos, el 0.29% eran afroamericanos, el 0.88% eran amerindios, el 0.74% eran asiáticos, el 0% eran isleños del Pacífico, el 3.09% eran de otras razas y el 2.21% pertenecían a dos o más razas. Del total de la población el 6.92% eran hispanos o latinos de cualquier raza.